# Ernst Kunik
Ernst Eduard Kunik, auch Kunick (russisch Арист Аристович Ку́ник Arist Aristowitsch Kunik, wiss. Transliteration Arist Aristovič Kunik; * 14. Oktober 1814 in Gränowitz bei Jauer; † 18. Januarjul. / 30. Januar 1899greg. in St. Petersburg), war ein russlanddeutscher Historiker und Ethnologe.

## Leben
Kuniks Vater, Ernst Friedrich Kunik war Gutsbesitzer. Nach dem Besuch des Gymnasiums in Liegnitz und der Universität Breslau bzw. Universität Berlin begab sich Kunik 1839 nach Moskau, um russische Geschichte zu studieren. Im Jahre 1844 war er Mitglied der Akademie der Wissenschaften, später auch der Schwedischen Akademie der Wissenschaften und 1888 schließlich der Dänischen Akademie der Wissenschaften. Er wurde leitender Kurator der Eremitage, war Mitglied der Archäographischen Kommission und deren Chefredakteur für ausländische Akte. Kunik war seit 1850 Kollegienrat und avancierte 1864 zum Wirklichen Staatsrat. Bereits seit 1860 war er Ehrenmitglied der Gelehrten Estnischen Gesellschaft in Dorpat. Im Jahre 1876 wurde er an der Kiewer Universität Ehrendoktor der russischen Geschichte.

## Veröffentlichungen
- Die Berufung der Swedischen Rodsen durch die Finnen und Slawen. Eine Vorarbeit zur Entstehungsgeschichte des Russischen Staates, St. Petersburg 1844 (Digitalisat).
- Einleitung zu: Briefe von Christian Wolff aus den Jahren 1719–1753, St. Petersburg 1860.